# Victory (Unleashed)
Shadows in the Deep è il secondo album in studio del gruppo musicale death metal svedese Unleashed, pubblicato dall'etichetta discografica Century Media Records nel 1992.

## Tracce
1. Victims of War – 4:13
2. Legal Rapes – 3:10
3. Hail the New Age – 3:09
4. The Defender – 3:19
5. In the Name of God – 3:44
6. Precious Land – 5:00
7. Berserk – 1:55
8. Scream Forth Aggression – 3:54
9. Against the World – 3:00
10. Revenge – 2:36

Durata totale: 34:00

## Formazione
- Johnny Hedlund – voce, basso
- Fredrik Lindgren – chitarra
- Tomas Olsson – chitarra
- Anders Schultz – batteria